# Gerd Janson

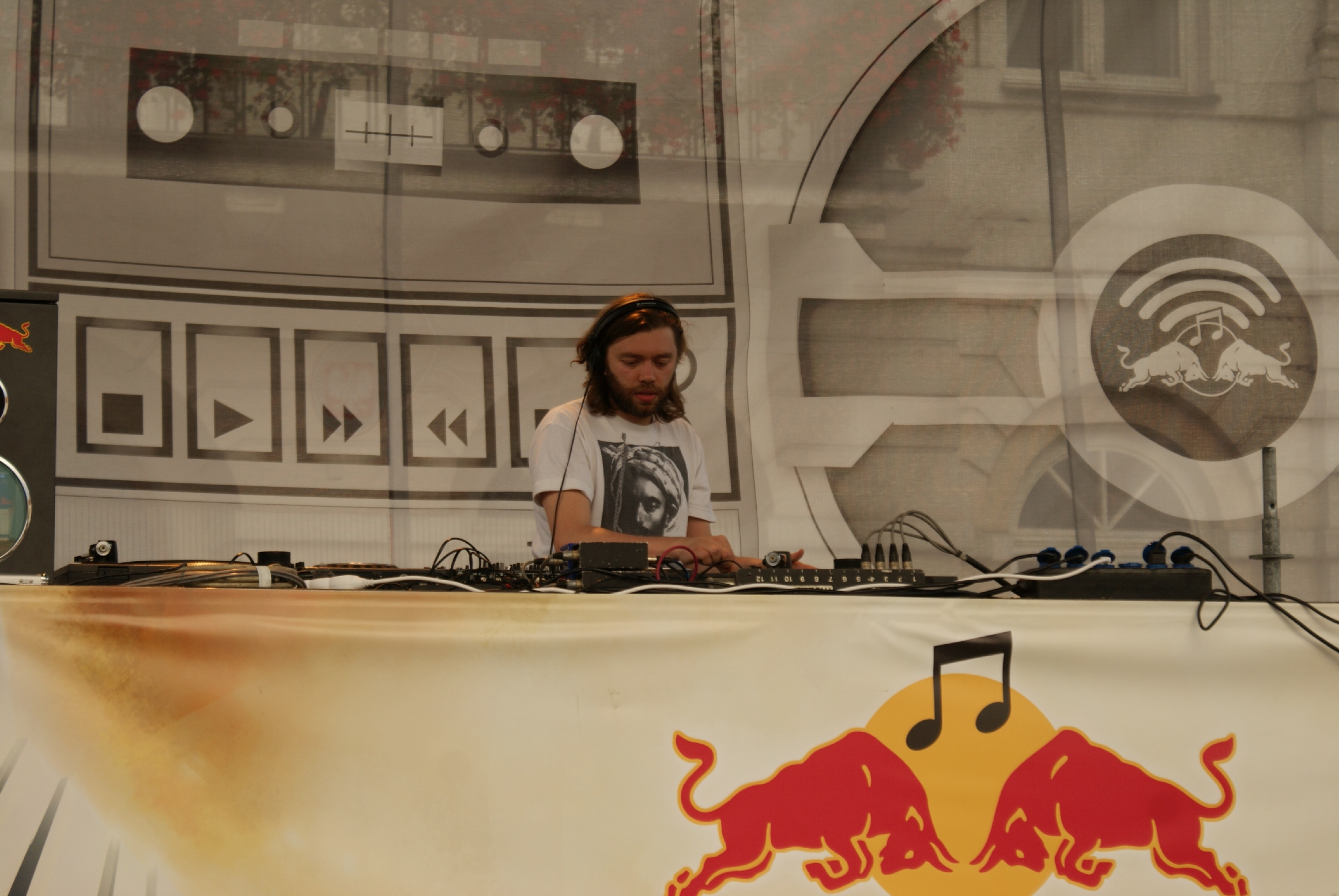
Gerd Janson, Red Bull Music Academy

Gerd Janson (* 7. Februar 1977 in Rumänien) ist ein deutscher Techno- und House-DJ sowie Produzent, Labelbetreiber und Musikjournalist. 

## Karriere
Seit den frühen 1990er Jahren aktiv, begann Janson seine Karriere als DJ im Rahmen einer Residenz im Café Kesselhaus in Darmstadt. Parallel zu seinen Auftritten arbeitete er in einem Plattenladen und als Musikjournalist bei der Spex, Groove und der Süddeutsche Zeitung. Die Gründung des renommierten und auf House fokussierten Labels „Running Back“ im Jahr 2002 legte den Grundstein für seine internationale DJ-Karriere, die ihn zu einem der beliebtesten DJs Deutschlands werden ließen. Janson spielt regelmäßig in wichtigen Institutionen der zeitgenössischen elektronischen Musik, wie etwa der Panorama Bar in Berlin, dem Robert Johnson in Offenbach und dem DC-10 auf Ibiza.
Gemeinsam mit Philip Lauer bildet Janson das Produzenten-Duo Tuff City Kids, welches seit seiner Gründung mehr als 75 Remixes für verschiedene Künstler produziert hat und 2016 das Studioalbum Adoldesscent beim Label Permanent Vacation veröffentlichte.
In der 2022 erschienenen ARD-Doku-Reihe Techno-House-Deutschland teilt Janson neben anderen namhaften DJs und Kulturmanagern, darunter Dimitri Hegemann und Sven Väth, umfänglich seine Erfahrungen aus dem globalen Nachtleben mit. Angesprochen auf die Debatte der kulturellen Appropriation und Ursprungserzählung elektronischer Musik, ordnet Janson wie folgt ein: „Das größte Manko von Techno und House ist, dass es dort [in den USA] entstanden ist, aber erst hier, in Deutschland auf wirklich fruchtbaren Boden gefallen ist. Es hat hier Massen angezogen, wurde hier weiterentwickelt. Im Grunde ist es aber auch schwierig zu sagen, wer es erfunden hat.“
In dem Roman Allegro Pastell von Leif Randt beschreibt eine Figur wie sie ein DJ-Set von Gerd Janson erlebt hat.

## Diskografie (Auszug)

### Mix-Alben
- 2008: RA.116 (Resident Advisor)
- 2010: Live At Robert Johnson Vol. 4 (mit Thomas Hammann – Live At Robert Johnson)
- 2012: Mixed Live At Robert Johnson (Groove)
- 2015: Musik For Autobahns 2 (Rush Hour)
- 2016: Fabric 89 (Fabric)